# Palier (mécanique)
Pour les articles homonymes, voir Palier.

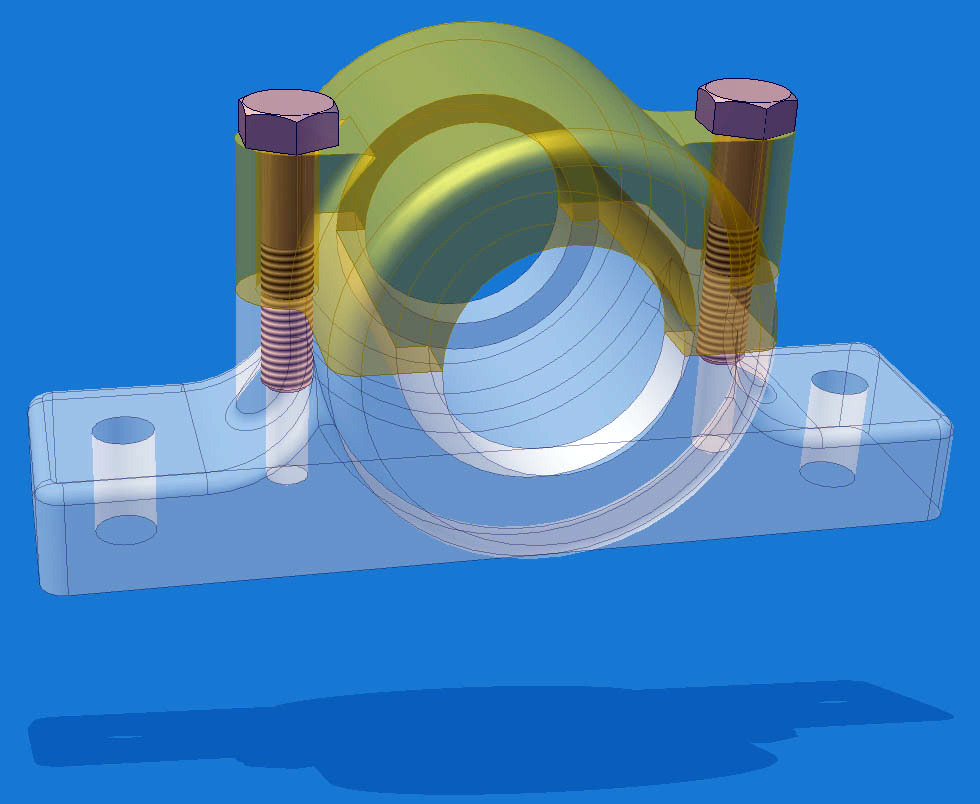
Représentation 3D d'un palier lisse.

Les paliers sont des organes utilisés en construction mécanique pour supporter et guider, en rotation, des arbres de transmission.
Suivant l’usage désiré, ces paliers peuvent être : 
- lisses, où les arbres qui reposent sur des coussinets sont soumis au frottement de glissement entre les surfaces en contact ;
- à roulement, où le contact s’effectue par l’intermédiaire de billes, d'aiguilles ou de rouleaux contenus dans des cages. On a là un phénomène de résistance au roulement (parfois appelé improprement « frottement de roulement ») qui permet une plus grande charge sur les paliers et une plus grande vitesse de rotation.

L'anneau intérieur tourne et l'anneau extérieur est immobile.

## Paliers lisses
Les paliers lisses sont classés suivant la direction de l’arbre et le sens de la charge auxquels ils sont soumis. Chaque type de palier peut se différencier par un type de lubrification particulier et adapté à l’emploi.
- discontinu à huile perdue ;
- continu avec graisseur à mèche ;
- continu avec graisseur sous pression (ressort) ;
- par bague trempant dans un bain d’huile ;
- par huile ou graisse sous pression.

### Paliers porteurs
C’est le palier le plus simple qui peut être composé :
- d’un boîtier en fonte et d’un coussinet en une seule pièce. L’arbre se montant dans le sens axial convient pour de petites mécaniques facilement démontables ;
- d’un boîtier muni d’un couvercle et d’un coussinet en deux parties s’ajustant dans le palier. Ce montage dans le sens radial rend l’entretien plus aisé et donne de meilleures conditions de travail ;
- d’un boîtier et d’un coussinet usinés en forme de rotule. Ce palier articulé permet un alignement plus précis de l’arbre sur les paliers qui le soutiennent. Il existe des paliers munis de roulements montés sur rotule qui permettent un défaut d'alignement de 3° et dont la bague intérieure est rendue solidaire de l'arbre par une vis-pointeau.

### Paliers de butée
Ces paliers doivent assurer le maintien de l’arbre dans le sens axial et éviter tout déplacement de long de son axe. Le type de butée varie selon les efforts et les conditions de marche du système :
- arbre muni d’une collerette taillée dans la masse et s’appuyant sur une face interne du palier et un contre-grain lubrifié ;
- arbre muni d’une collerette rapportée en une ou deux parties dans une gorge et s’appuyant sur un contre-grain ; pour les gros efforts axiaux :
  - le contre-grain est en acier traité et peut être muni de gorges pour créer un film d'huile qui facilite le frottement de glissement,
  - pour les vitesses de rotations élevées et gros efforts, la butée peut être à billes ;
- pour les efforts peu importants, l’arbre peut être simplement équipé d’un anneau élastique ou circlip.

### Boitards
Ces paliers sont utilisés pour un guidage radial des arbres montés verticalement. Ils n’assurent pas le maintien dans le sens axial et demandent un système de graissage un peu plus élaboré que les paliers lisses traditionnels.

### Crapaudines
La crapaudine assure le maintien axial de l’arbre ou du pivot monté verticalement. Les crapaudines sont montées selon deux orientations :
1. En bas, cas le plus fréquent, le pivot repose dans un boîtier fixé au sol et muni d’une butée (grain et contre-grain, coussinet) ;
2. En haut, l’arbre est suspendu à sa partie supérieure dans un boîtier appelé crapaudine de Mitchell. Sur l’arbre est fixé un collet qui pivote sur un grain et un coussinet qui assure le maintien radial.

Généralement la lubrification est assurée par bain d’huile, les coussinets sont en bronze autolubrifiants.

### Coussinets
Les coussinets peuvent être d’une seule pièce ou en deux parties pour faciliter le montage. La matière employée est fonction de l’usage et du prix de revient.
Économiques, souvent utilisés, les coussinets sont des bagues cylindriques, de forme tubulaire, avec ou sans collerette, interposés entre un arbre et son logement pour faciliter le mouvement de rotation.
Construits à partir de matériaux présentant de bonnes qualités (bronze, étain, plomb, graphite, Téflon, PTFE, polyamide), ils peuvent, suivant les variantes, être utilisés à sec ou avec lubrification.
Il existe de nombreuses familles aux dimensions normalisées et de nombreux produits dérivés : rondelles, rotules, bandes de frottement, pièces sur mesure.
- Métallique : fonte douce (ou fonte grise) ou bronze phosphoreux, pour les faibles charges et vitesse réduite.

- Métallique antifriction : 
  - bronze ou fonte avec revêtement antifriction ;
  - régule, alliage de plomb, étain et/ou antimoine, utilisé surtout dans la grande série comme l’automobile (montage bielle-manivelle ou paliers d’arbre à cames), excellent rapport qualité-prix.

- Matière frittée , avec des poudres métalliques imprégnées de lubrifiant ou des céramiques. Permet d’obtenir des formes complexes et d’épaisseur réduite.

- Matière plastique : elle présente, par rapport au bronze, un faible coefficient de frottement, une meilleure résistance à l’usure, l’absence de grippage et une simplification de la lubrification qui peut même être réalisée avec de l’eau. Ces coussinets ont leur utilisation aussi bien dans les très petites mécaniques que dans les grosses applications telles que les paliers de laminoir ou les paliers d’arbre porte hélice qui travaillent dans l’eau.

- Bois : pour les coussinets en gaïac pour arbre d’hélice de bateaux, où il est lubrifié directement par l'eau de mer.

- Bois compressé : généralement pour des coussinets auto-graissés par injection d’huile dans la matière.

- Céramique composite à très forte résistance à l'abrasion.

- À film d’huile  (lubrification hydrodynamique[1]): pour les paliers de grands diamètres d’arbre où on veut réduire la température due au frottement, en lubrifiant avec un film d’huile total obtenu par la vitesse de rotation et des coussinets spécifiques (paliers Mitchell). Ils permettent des charges très élevées et une plus grande vitesse de rotation tout en réduisant les pertes d’énergie dues au frottement.
  - Le coussinet est pourvu de petites gorges où La vitesse de rotation vient « coincer » l'huile entre celui-ci et l'arbre, qui est automatiquement centré sur le palier.

Une application bien connue et très répandue est l'utilisation du palier à bain d'huile des turbocompresseurs qui équipent nos véhicules et supportent des vitesses et des températures très élevées. Dans l'aéronautique, ces paliers sont utilisés pour les moteurs qui peuvent avoir plus de 100 paliers de tous types et dont l'énergie totale consommée par frottement est inférieure à 1 % de l'énergie des moteurs.
- À film d’air : les coussinets sont pourvus de fines perforations par où l’air envoyé sous pression permet la rotation de l’arbre sur un coussin d’air, supprimant le contact direct matière sur matière et donc le frottement, l’usure, l’échauffement et la lubrification.

### Paliers hydrostatiques

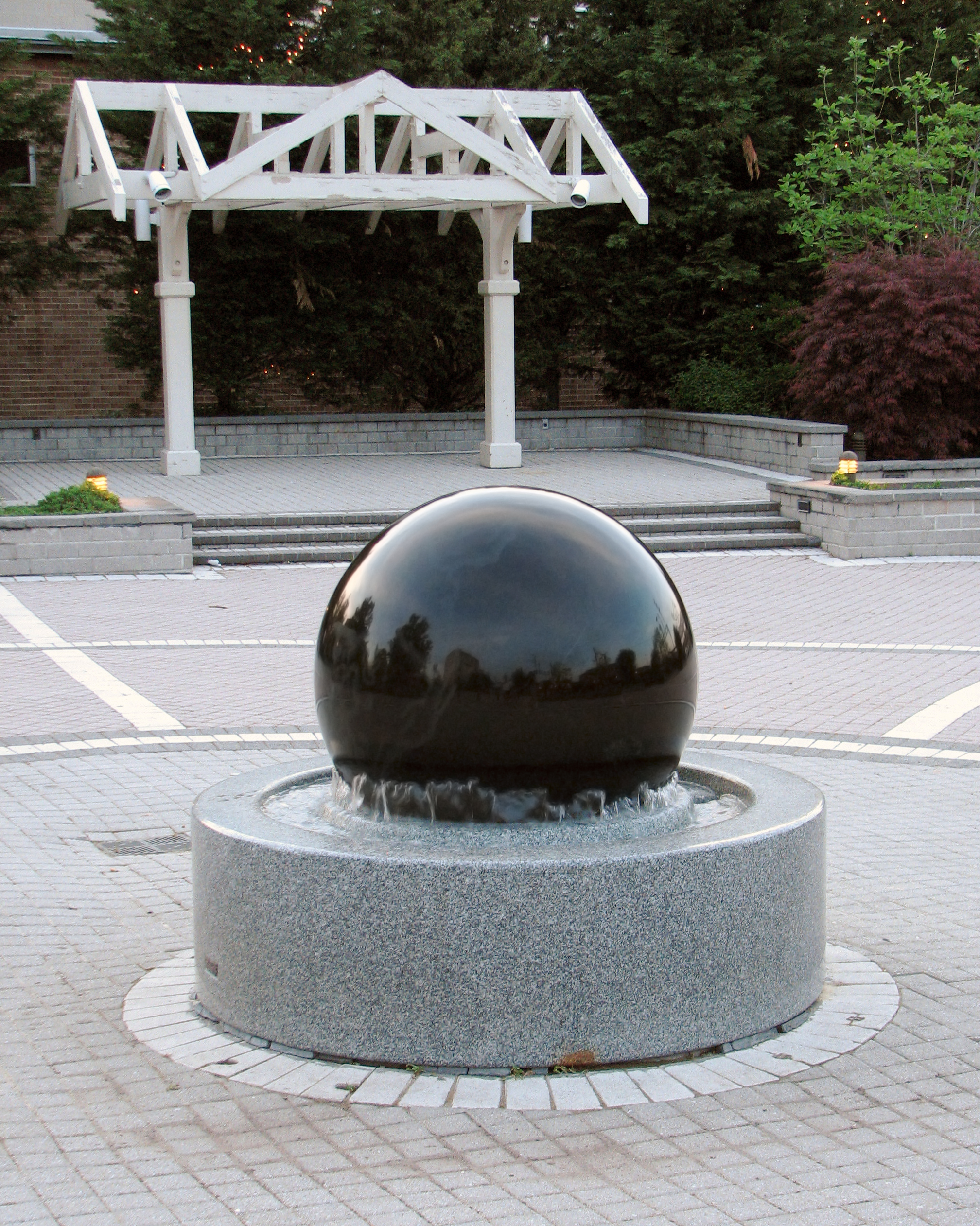
La fontaine-boule est un exemple de palier hydrostatique : la boule glisse sur un film d'eau sous pression.

Dans les paliers à lubrification hydrostatique, la charge est transmise par un film lubrifiant maintenu sous pression par une pompe. Ce type de palier est utilisé lorsque la vitesse relative entre les surfaces n'est pas suffisante pour assurer une pression sustentatrice.

## Paliers à roulements
Les paliers sont réalisés en fonction du type de roulement employé : à billes, à rouleaux ou à aiguilles. Le montage des roulements dans les paliers demandait une précision d’alésage qui a fortement été diminuée par l’adoption des colles de scellement. Cette colle, après positionnement correct de l’arbre, maintient solidement (dans le sens radial) le roulement dans son logement.
Le maintien des roulements dans le sens axial peut être assuré par des collerettes vissées ou des anneaux élastiques. Tous ces montages dépendent de l’utilisation, des efforts et du coût de revient.

## Supports de paliers
La forme du support dépend de la position de l’arbre par rapport aux éléments extérieurs sur lesquels il est fixé :
- les semelles : plaque, généralement en fonte, qui permet de fixer celui-ci sur par l’intermédiaire de lumières pour un réglage transversal ;
- les chaises :
  - chaises pendantes pour des arbres suspendus à un plafond ou à une charpente, les chaises pendantes peuvent être à une seule jambe (en forme de L) ou à deux jambes (en forme de U),
  - chaises au sol pour les arbres horizontaux placés à une certaine hauteur du sol,
  - chaises console fixées sur une paroi ;
- les niches : support palier scellé dans l’épaisseur d’un mur ;
- les pendarts : ils ont le même rôle que les chaises pendantes mais permettent une orientation dans plusieurs plans (selon les trois axes). Ils sont généralement composés de trois pièces emboîtées les unes dans les autres et rendues solidaires par des vis après réglage correct de l’alignement de l’arbre.

## Graissage
La lubrification ou le graissage dépend du mode de fonctionnement et du type de palier. Simple pour les paliers coussinets autolubrifiants ou plastiques, le graissage devient plus complexe pour la lubrification des coussinets de type régule où un échauffement anormal détruirait celui-ci (ce que par exemple, dans l’automobile, on appelle couler une bielle).
Les paliers à roulements ordinaires demandent aussi un graissage étudié en fonction des vitesses de rotation et des charges supportées. Les roulements autolubrifiés (à vie) évitent, dans bien des cas, le recours à un graissage additionnel.

## Étanchéité
L’étanchéité aux poussières et aux fuites de lubrifiant est assurée par des joints mis de chaque côté des paliers. Les joints peuvent être montés sur l’arbre ou plus généralement sur les paliers dans des gorges alésées spécialement.
Autrefois, ces joints étaient en feutre placés dans des gorges aux dimensions très précises, donc onéreuses à réaliser, de plus hors utilisation, ces joints séchaient et perdaient leur pouvoir d’étanchéité.
Ces joints feutres furent remplacés par des joints et principalement par des joints à lèvre en matière synthétique. Le montage de ce matériau est plus aisé et moins coûteux depuis l’utilisation des colles de scellement qui réduit la tolérance de précision des alésages.